# SOKO Leipzig/Staffel 25
Die fünfundzwanzigste Staffel der deutschen Krimiserie SOKO Leipzig umfasst 25 Episoden und feierte ihre Premiere am 27. September 2024 im ZDF. Das Finale wurde am 25. April 2025 gesendet. Alle Episoden werden eine Woche vor TV-Ausstrahlung in der ZDFmediathek veröffentlicht.
Die Episoden der Staffel werden zumeist auf dem freitäglichen 21:15-Uhr-Sendeplatz erstausgestrahlt.

## Darsteller
| Rollenname                               | Schauspieler            | Episoden |
| ---------------------------------------- | ----------------------- | -------- |
| Kriminalhauptkommissarin Ina Zimmermann  | Melanie Marschke        | 25       |
| Kriminaloberkommissar Jan Maybach        | Marco Girnth            | 18       |
| Kriminalkommissarin Kim Nowak            | Amy Mußul               | 25       |
| Kriminalkommissar Moritz Brenner         | Johannes Hendrik Langer | 25       |
| Laborant Lorenz Rettig                   | Daniel Steiner          | 16       |
| Rechtsmedizinerin Prof. Dr. Sabine Rossi | Anna Stieblich          | 19       |
| Rechtsmedizinerin Dr. Mara Stein         | Judith Sehrbrock        | 1        |
| Staatsanwalt Dr. Alexander Binz          | Michael Rotschopf       | 4        |
| Leni Trautzschke                         | Caroline Scholze        | 4        |
| Charlotte Maybach                        | Carlotta Bähre          | 9        |
| Rico Wittmann                            | Anton Weil              | 5        |

## Episoden
| Nr. (ges.) | Nr. (St.) | Originaltitel               | Erstausstrahlung D | Regie              | Drehbuch                                    | Zuschauer             | Prod. code |
| --- | --------- | --------------------------- | ------------------ | ------------------ | ------------------------------------------- | --------------------- | ---------- |
| 476 | 1         | Die Unsichtbaren            | 27. Sep. 2024      | Sven Fehrensen     | Luci van Org                                | 3,69 Mio. (16,3 % MA) | 527        |
| Gastdarsteller: Hildegard Schroedter als Petra Waller, İlknur Boyraz als Emine Gerlach, Maria Radomski als Doreen Priebke, Malik Blumenthal als Jonathan Gerlach, Urs Jucker als Timo Gierke |           |                             |                    |                    |                                             |                       |            |
| 477 | 2         | Die Ansage                  | 4. Okt. 2024       | Sven Fehrensen     | Ulf Tschauder                               | 3,78 Mio. (16,9 % MA) | 515        |
| Gastdarsteller: Anne Kanis als Marlett Zenner, Jorid Lukaczik als Yvonne Grabowski, Ludger Bökelmann als Lukas Breitenbach, Ibrahim Al-Khalil als Aren Azimi, Philipp Franck als Mirko Zenner, Nina Vorbrodt als Jutta Grienert |           |                             |                    |                    |                                             |                       |            |
| 478 | 3         | Die Entscheidung            | 18. Okt. 2024 1    | Sven Fehrensen     | Markus Hoffmann                             | 3,47 Mio. (15,3 % MA) | 518        |
| Gastdarsteller: Tino Mewes als Dusan Petkovic, Patrick von Blume als Lennard Glezin, Nick Dong-Sik als Son Min Jun, Katrin Heller als Angelika Rüther |           |                             |                    |                    |                                             |                       |            |
| 479 | 4         | Geister                     | 25. Okt. 2024      | Sven Fehrensen     | Nina Rathke, Oliver Hein-Macdonald          | 4,47 Mio. (19,3 % MA) | 517        |
| Gastdarsteller: Anja Antonowicz als Isa / Nike Salem, Aleksandar Radenković als René Baronka, Marie Fischer als Mia Baronka, Shermin Bauer als Dr. Amba Devi, Prodromos Antoniadis als Dr. Dieter Kottérba |           |                             |                    |                    |                                             |                       |            |
| 480 | 5         | All in                      | 1. Nov. 2024       | Lydia Bruna        | Markus Hoffmann                             | 4,29 Mio. (17,8 % MA) | 519        |
| Gastdarsteller: Nils Nelleßen als Polat Zerman, Garry Fischmann als Howhannes Badalyn, Janka Horakova als Jasmin Blüml, Christin Alexandrow als Marietta Kaulfuss, Lea Mornar als Evelina Tusch, Henning Mosselman als Dr. Jo Schick, Thomas Bötig als Arthur Aziziyan                                                                                             |           |                             |                    |                    |                                             |                       |            |
| 481 | 6         | Unter die Haut              | 8. Nov. 2024       | Sven Fehrensen     | Dani Merkel, Fabien Virayie                 | 4,31 Mio. (18,3 % MA) | 526        |
| Gastdarsteller: Dagny Dewath als Chiara Weichert, Valerie Huber als Sandy Lanz, Lukas T. Sperber als Lucas Penke, Alexey Ekimov als Alec Dragunov, Xenia Assenza als Vanessa Pocinski |           |                             |                    |                    |                                             |                       |            |
| 482 | 7         | Um ein Haar                 | 15. Nov. 2024      | Sven Fehrensen     | Willi Kubica                                | 4,25 Mio. (18,1 % MA) | 524        |
| Gastdarsteller: Niklas Kohrt als Adrian Heller, Anika Mauer als Hannah Thieme, Pero Radicic als Rodavan Marquardt, Oscar Hoppe als Silan Marquardt, Antje Widdra als Dr. Marion Kern |           |                             |                    |                    |                                             |                       |            |
| 483 | 8         | Vertrau mir                 | 22. Nov. 2024      | Lydia Bruna        | Axel Hildebrand                             | 4,49 Mio. (18,8 % MA) | 520        |
| Gastdarsteller: Nadine Dubois als Maggie Seiffert, Sven Fricke als Cornelius Seiffert, Inga Dietrich als Nicole Holm, Laia Alvarez als Irene Krämer, Jan Friedrichsen als Dave Seiffert, Jonathan Failla als Kai Berthold, Konrad Singer als Caspar Lesch |           |                             |                    |                    |                                             |                       |            |
| 484 | 9         | Caspar                      | 29. Nov. 2024      | Lydia Bruna        | Jeanet Pfitzer, Frank Koopmann, Roland Heep | 4,37 Mio. (19,4 % MA) | 521        |
| Gastdarsteller: Alexander Hörbe als Bodo Schwanhäuser, Markus Lerch als Alexander Bruckmann, Konrad Singer als Caspar Lesch, Tamer Tahan als Baschar Azza |           |                             |                    |                    |                                             |                       |            |
| 485 | 10        | Leni                        | 6. Dez. 2024       | Lydia Bruna        | Jeanet Pfitzer, Frank Koopmann, Roland Heep | 4,21 Mio. (17,8 % MA) | 522        |
| Gastdarsteller: Markus Lerch als Alexander Bruckmann, Anastasiia Mazhara als Ivanka Petrowskaja, Alexander Hörbe als Bodo Schwanhäuser, Konrad Singer als Caspar Lesch, Charley Ann Schmutzler als Ida Hassenerr, Paul Worms als Arthur Blom, Carlotta Aenne Bauer als Louisa Feiss                                                                                |           |                             |                    |                    |                                             |                       |            |
| 486 | 11        | Angeklagt                   | 13. Dez. 2024      | Lydia Bruna        | Julia Meimberg, Kristin Schade              | 4,41 Mio. (19,0 % MA) | 523        |
| Gastdarsteller: Jörg Witte als Dr. Egon Fleischbauer, Alexander Hörbe als Bodo Schwanhäuser, Konrad Singer als Caspar Lesch, Patricia Coridun als Richterin |           |                             |                    |                    |                                             |                       |            |
| 487 | 12        | Lady Schneider              | 3. Jan. 2025       | Sven Fehrensen     | Inken Witt, Ulf Tschauder                   | 5,21 Mio. (20,1 % MA) | 525        |
| Gastdarsteller: Marie Anne Fliegel als Ursula „Lady“ Schneider, Adrian Topol als Felix / Florian Schneider, Thomas Lawinky als Butler Timo Buchbinder, Arsalan Naimi als Denis Jaremtschuk, Ramona Kunze-Libnow als Jutta Finke, Le-Thanh Ho als Polizeikommissarin Eckhart                                                                                        |           |                             |                    |                    |                                             |                       |            |
| 488 | 13        | Plan C (90 min.)            | 10. Jan. 2025      | Herwig Fischer     | Markus Hoffmann, Uwe Kossmann               | 4,52 Mio. (18,3 % MA) | 509/510    |
| Gastdarsteller: Hermann Beyer als Herman Winter, Josef Heynert als Riccardo Lattka, Leonard Proxauf als Jonas Stein, Martin Ontrop als Rabbi Matzkowsky, Anna Striesow als Svenja Henning, Thomas Dehler als Schürmann, Nuriye Jendroßek als Dr. Farahani, Michael Neuenhaus als Private John Hunt, Leonid Roth als Herman Winter (jung), Carla Zant als Sina Lenz |           |                             |                    |                    |                                             |                       |            |
| 489 | 14        | Nur ein Foto                | 24. Jan. 2025      | Robert del Maestro | Judith Sehrbrock, Stefan Puntigam           | 4,63 Mio. (19,3 % MA) | 538        |
| Gastdarsteller: Isabel Schosnig als Philippa Gernot, Frederik von Lüttichau als Justin Kennert, Benjamin Radjaipour als Maik Teufert, Sina Genschel als Fiona Cara Richter, Charlotte Lorenzen als Eileen Rauland, Paul Maximilian Pira als Kevin Brammer |           |                             |                    |                    |                                             |                       |            |
| 490 | 15        | Faule Eier                  | 31. Jan. 2025      | Antje Ritter       | Daniel van den Berg                         | 4,63 Mio. (19,4 % MA) | 529        |
| Gastdarsteller: Mike Hoffmann als Peter Biedermann, Ursula Renneke als Johanna Hoppe, Isabel Thierauch als Amelie Biedermann, Thomas Halle als Jakob Steinschmidt, Dirk Audehm als Jobst Freitag, Alev Irmak als Rosa Leupold |           |                             |                    |                    |                                             |                       |            |
| 491 | 16        | Pass auf dich auf           | 7. Feb. 2025       | Jörg Mielich       | Julia Meimberg, Kristin Schade              | 4,73 Mio. (19,0 % MA) | 531        |
| Gastdarsteller: Franziska von Harsdorf als Jonna Drost, Florian Maria Sumerauer als Anton Wehrle, Ines Lutz als Violetta Jedinger, Andreas Hammer als Thilo Jedinger, Kai Schumann als Reza Tarbiat, Jennifer Demmel als Telefonistin Höllmann |           |                             |                    |                    |                                             |                       |            |
| 492 | 17        | Italien kann sehr kalt sein | 14. Feb. 2025      | Jörg Mielich       | Markus Hoffmann, Marlon del Mestre          | 5,12 Mio. (21,3 % MA) | 528        |
| Gastdarsteller: Tom Quaas als Amando Popp, Monika Lennartz als Penny Lübben, Walid Al-Atiyat als Emre Akman, Sanne Schnapp als Silke Butscher, Javeh Asefdjah als Binta Diaby, Sebastian Stielke als Leonard Lübben |           |                             |                    |                    |                                             |                       |            |
| 493 | 18        | Hautnah                     | 21. Feb. 2025      | Sven Fehrensen     | Felix Dünnemann                             | 4,52 Mio. (18,1 % MA) | 516        |
| Gastdarsteller: Roman Schomburg als Filip Matic, Holger Bülow als Claus Henkl, Emilia von Heiseler als Eva Siebert, Benjamin Raue als Leon Spieß, Cordelia Wege als Paula Spieß, Yorck Dippe als Wiegand Spieß |           |                             |                    |                    |                                             |                       |            |
| 494 | 19        | Gut und Böse                | 28. Feb. 2025      | Jörg Mielich       | Axel Hildebrand                             | 4,39 Mio. (17,6 % MA) | 530        |
| Gastdarsteller: Caroline Hanke als Katharina Vollmers, Surho Sugaipov als Murat Bekis, Maximilian Jaenisch als Friedhelm Schneider, Tonio Schneider als Carsten Kettler, Fritz Manhenke als Silvio Vollmers, Mathilda Smidt als Lindsay Gabriel |           |                             |                    |                    |                                             |                       |            |
| 495 | 20        | Gas, Wasser, Lügen          | 7. März 2025       | Antje Ritter       | Ulf Tschauder                               | 4,34 Mio. (18,9 % MA) | 534        |
| Gastdarsteller: Friederike Linke als Jenny Gabriel, Mathilda Smidt als Lindsay Gabriel, Karl Seibt als Jojo Keller, Berivan Kaya als Saskia Henze |           |                             |                    |                    |                                             |                       |            |
| 496 | 21        | Schwarz ist alle Farben     | 14. März 2025      | Antje Ritter       | Luci van Org                                | 4,21 Mio. (17,7 % MA) | 535        |
| Gastdarsteller: Leo Meier als Leo Jung, Claudia Mehnert als Tamara Hansen, Oliver Breite als Dirk Jung, Dela Dabulamanzi als Miriam Batista, Cornelius Schwalm als Heiner Bassmann, Karl Seibt als Jojo Keller |           |                             |                    |                    |                                             |                       |            |
| 497 | 22        | Sunny                       | 21. März 2025      | Jörg Mielich       | Lea Sommer, Jonas Lobgesang                 | 4,27 Mio. (18,1 % MA) | 533        |
| Gastdarsteller: Theresa Scholze als Marlene Marlow, Max von Pufendorf als Kai Marlow, Cino Djavid als Tolga Yildiz, Sebastian Weiss als Simon Klage, Nikolaus Sternfeld als Leon Kubitsch |           |                             |                    |                    |                                             |                       |            |
| 498 | 23        | Hasch mich                  | 28. März 2025      | Susan Gordanshekan | Jeanet Pfitzer, Frank Koopmann, Roland Heep | 4,16 Mio. (17,6 % MA) | 512        |
| Gastdarsteller: Michael Kranz als Jimmy Niehaus, Stephanie Stremler als Michaela Berger, Annedore Kleist als Silke Wegner, Simon Eckert als Götz Berger, Michael Benthin als Wolfgang Güntgen |           |                             |                    |                    |                                             |                       |            |
| 499 | 24        | Blutlinie                   | 11. Apr. 2025      | Robert del Maestro | Fabien Virayie                              | 4,18 Mio. (18,0 % MA) | 539        |
| Gastdarsteller: Stephan Schad als August Grahl, Vito Sack als Lukas Grahl, Andreas Schröders als Erich Szymanski, Kiera Bahl als Eva Grahl |           |                             |                    |                    |                                             |                       |            |
| 500 | 25        | Namasté!                    | 25. Apr. 2025      | Antje Ritter       | Jeanet Pfitzer, Frank Koopmann, Roland Heep | 3,93 Mio. (17,0 % MA) | 532        |
| Gastdarsteller: İdil Üner als Dr. Dilan Şoray, Rainer Sellien als Maximilian Beetz, Markus Lerch als Alexander Bruckmann, Peter Miklusz als Kolja Sendko, Denise M’Baye als Anouk, Dennis Scheuermann als Hanno Weidenbach |           |                             |                    |                    |                                             |                       |            |